# Sodčkastooka riba
Sodčkastooka riba (znanstveno ime Macropinna microstoma) je edina vrsta iz rodu Macropinna, ki spada v družino Opisthoproctidae. 
Najznačilnejša lastnost te vrste je prozorna »kupola« na vrhu glave, ki je napolnjena s tekočino. Preko te tekočine lahko riba vidi kaj se dogaja nad njo. Oči te vrste so sodčkasto oblikovane, riba pa jih lahko obrne do kota 90º vertikalno in tako gleda skozi tekočino v zgornjem delu glave. Riba ima majhna usta, večina njenega telesa pa je pokritega z velikimi luskami. Po navadi lebdi na globinah med 600 in 800 metri, na mestu pa se stabilizira s svojimi velikimi plavutmi in opazuje okolico. Raziskovalca MBARIja, Bruce Robison in Kim Reisenbichler sta z opazovanjem odkrila način njenega hranjenja. Riba opazuje okolico skozi zgornji del glave dokler ne opazi plena. Ko odkrije plen se iz horizontalnega položaja postavi v vertikalnega in se mu približa. Robison tudi predvideva, da ta ribja vrsta večino svoje hrane ukrade meduzam.
Za obstoj te ribe znanstveniki vedo že od leta 1939, prvič pa so jo v naravnem okolju uspeli fotografirati leta 2004. Šele po teh fotografijah so prišli do spoznanja o prozorni kupoli na glavi, saj je bila dotlej vedno poškodovana, ko so ribo z mrežami vlekli iz globin.